# Mpandandogo
Mpandandogo è una circoscrizione rurale (rural ward) della Tanzania situata nel distretto di Tanganyika, regione di Katavi. Conta una popolazione di 22 017 abitanti (censimento 2022).